# 衛生害虫
衛生害虫（えいせいがいちゅう）とは、人間や家畜に対して害を与える昆虫およびダニ類などのことである。

## 概要
種類としては「毒・吸血などで直接的に害を与えるもの」、「病原体を媒介するもの」、「不快感を与えるもの」などが挙げられる。また、間接的な害を与えるものとしては森林および農作物に食害を与えるものが存在する。
1995年には外来種であるオーストラリア原産のセアカゴケグモが大阪府で確認され、 以来2013年（平成25年）現在で全国23自治体で確認されている。